# Сидоров, Борис Николаевич
Борис Николаевич Сидоров (7 февраля 1908, Рязань Рязанская губерния Российская империя — 16 сентября 1980, Москва СССР) — советский генетик.

## Биография
Родился Борис Сидоров 7 февраля 1908 года в Рязани. Через некоторое время переезжает в Москву и в 1925 году поступает в МГУ, который оканчивает в 1930 году. В том же году устраивается на работу в Московский зоотехнический институт, где Борис Николаевич проработал 3 года. В 1933 году устраивается в Институт экспериментальной биологии (Институт цитологии, гистологии и эмбриологии АН СССР, где проработал 15 лет и был уволен после августовской сессии ВАСХНИЛ. В 1948 году был направлен на 4 года в длительную командировку в Якутск, где он работал в Якутском филиале АН СССР, после приезда в Москву 3 года он оставался без официальной работы, но работал редактором и переводчиком в Издательстве иностранной литературы и лишь в 1955 году он устраивается в Институт биофизики, где проработал 11 лет. С 1966 по 1967 год работал в Институте общей генетики и с 1967 года по момент смерти работал в Институте биологии развития. Борис Сидоров жил и работал в Москве по адресу Большая Полянка, 50 (1908—30).
Скончался Борис Сидоров 16 сентября 1980 года в Москве. Похоронен на Даниловском кладбище.

## Научные работы
Основные научные работы посвящены цитогенетике животных и растений.
- Изучал структуру инертных районов Х- и У- хромосом и кроссинговер между ними.
- Разрабатывал теоретические вопросы гетерозиса и полиплоидии у клещевины.

## Научные труды и литература
- Сидоров Б.Н. Генетика, 1979, 15, № 1, с. 177—178.